# Kosme María de Barañano y Letamendía
Kosme de Barañano y Letamendía (Bilbao, 1952) és un museòleg i catedràtic basc. Ha comissariat i editat els catàlegs de més de mig centenar d'exposicions a museus europeus i dels Estats Units. És considerat com un dels majors experts en l'obra d'Eduardo Chillida.
Interessat per l'art des de jove, el seu primer mentor fou el pintor José María de Ucelay.
En l'àmbit museístic, fou fellowship a l'Hirshhorn Museum and Sculpture Garden de Washington DC. El 1990 va ser nomenat subdirector del Museu Reina Sofía, i formà part del patronat fins al 2006. El maig del 2000 fou nomenat director de l'Institut Valencià d'Art Modern, càrrec que desenvolupa fins al 2004. A més, ha format part de comités assessors com els d'El Prado i el Museo de Bellas Artes de Bilbao, va ser membre de la Comissió d'Assessorament per a la creació de la col·lecció pròpia del Museu Guggenheim de Bilbao, i ha comissariat exposicions a la Biennal de Venècia, fins al final de la dècada del 2010.
De les exposicions per a la Galeria de l'Acadèmia de Venècia, el 2017 en dedicà una a l'artista abstracte-figuratiu Philip Guston.
Fou també el curador de l'exposició Baselitz-Academy, que dedicada a Georg Baselitz, fou la primera exposició d'un artista viu realitzada per la institució.
Per al Reina Sofía feu el 1990 una dedicada a Alberto Giacometti, i el 1992 feu una retrospectiva de 300 peces de Chillida al Palau de Miramar de Sant Sebastià.
En l'àmbit acadèmic, ha sigut investigador en la Universitat de Heidelberg, professor i catedràtic d'Història de l'Art a la Universitat del País Basc, i catedràtic de Metodologia d'Història de l'Art a la Universitat Miguel Hernández. A més, ha sigut professor visitant a la IUAV de Venezia, la Venezia-Verona i la Universitat de Berlín.
En l'àmbit de divulgació, ha col·laborat amb mitjans escrits com els periòdics El País, La Gaceta del Norte i El Correo, o revistes com Saioak, Mundáiz i Muga. Ha sigut crític al periòdic El Mundo.
El 2019 donà la seua biblioteca a la Universitat Jaume I de Castelló. El 2021 entra, junt a Miquel Navarro, en la Real Acadèmia de Sant Carles com a acadèmic numerari.